# Memecylon bracteolatum
Memecylon bracteolatum är en tvåhjärtbladig växtart som beskrevs av Reinier Cornelis Bakhuizen van den Brink. Memecylon bracteolatum ingår i släktet Memecylon och familjen Melastomataceae. Inga underarter finns listade i Catalogue of Life.